# Martin Laursen
Martin Laursen (n. 26 iulie, 1977 în Fårvang, Danemarca) este un fost fotbalist danez care a evoluat pe postul de fundaș central. El a evoluat la cluburi ca: Parma FC, AC Milan si Aston Villa. Laursen a adunat 53 de selecții în echipa națională de fotbal a Danemarcei, pentru care a înscris două goluri. A reprezentat naționala la Euro 2000, Campionatul Mondial de Fotbal 2002 și Euro 2004.

## Statistics

### Goluri internationale
| # | Data       | Locația              | Oponent       | Scor | Rezultat | Competiția                                           |
| - | ---------- | -------------------- | ------------- | ---- | -------- | ---------------------------------------------------- |
| 1 | 2003-09-10 | Copenhaga, Danemarca | România       | 2–2  | 2–2      | Preliminariile Campionatului European de Fotbal 2004 |
| 2 | 2007-09-12 | Aarhus, Danemarca    | Liechtenstein | 2–0  | 4–0      | Preliminariile Campionatului European de Fotbal 2008 |

### Palmares
Milan
- Coppa Italia: 2002–03
- UEFA Champions League: 2002–03
- Supercupa Europei: 2003
- Serie A: 2003–04

Individual
- Danish Football Player of the Year: 2008
- Aston Villa Supporters' Player of the Year: 2008